# Thomas Green (canoista)
Thomas Green (Queensland, 3 giugno 1999) è un canoista australiano, vincitore della medaglie d'oro nel K-2 1000 m ai Giochi olimpici di Tokyo 2020.

## Palmarès
- Giochi olimpici

Tokyo 2020: oro nel K2 1000 m.
Tokyo 2020: bronzo nel K2 500 m.
- Mondiali

Dartmouth 2022: bronzo nel K-2 500 m.